# Elección para alcalde de Nueva York de 1977
La elección para alcalde de Nueva York de 1977 ocurrió el martes 8 de noviembre.
El alcalde en el cargo, Abraham Beame (Demócrata), fue desafiado por otros cinco demócratas, incluyendo el representante Ed Koch, el Secretario de Estado de Nueva York Mario Cuomo, y la feminista y exrepresentante Bella Abzug, para obtener la nominación del partido. Koch ganó la votación en las primarias del partido así como también la segunda vuelta entre él y Cuomo. En la elección general, Koch derrotó a Cuomo, que iba como postulante del Partido Liberal, y Roy M. Goodman, del Partido Republicano.

## Candidatos

### Partido Demócrata
Los problemas que afrontaba Beame debido a la economía y la criminalidad, que llevaron a una disminución de la población en Nueva York, motivaron a varios demócratas a desafiarlo.
Abzug representaba a partes de Manhattan y el Bronx en la Cámara de Representantes. En 1975, dejó su escaño para ser candidata al Senado pero fue estrechamente derrotada en la primaria demócrata por Daniel Patrick Moynihan.
Cuomo, un liberal de Queens, había sido nombrado Secretario de Estado por el gobernador Hugh Carey en 1976, después de perder la elección para vicegobernador en 1974.
Ed Koch, un político judío de Greenwich Village, inició su carrera como «sólo un simple liberal», pero se inclinó hacia la derecha, pero siendo un «liberal con sanidad».
También se presentaron como candidatos el representante Herman Badillo del Bronx, el presidente del Condado de Manhattan Percy Sutton, y el activista cívico Joel Harnett.

### Partido Republicano
Roy Goodman se desempeñaba en el Senado de Nueva York. Barry Farber, un conservador y presentador de un programa de entrevistas, también presentó su candidatura.

## Primarias

### Partido Liberal
La convención del Partido Liberal se celebró el 19 de mayo de 1977. Cuomo derrotó a Abzug en la contienda por la nominación.

#### Resultados
| Partido | Partido | Candidato   | Votos | %     |
| ------- | ------- | ----------- | ----- | ----- |
|         | Liberal | Mario Cuomo | 238   | 95,20 |
|         | Liberal | Abstención  | 7     | 2,80  |
|         | Liberal | Bella Abzug | 5     | 2,00  |
| Mayoría | Mayoría | Mayoría     | 231   | 92,40 |

Fuente: OurCampaigns.com

### Partido Republicano
La primaria del Partido Republicano se realizó el 8 de septiembre de 1977. Goodman derrotó a Farber.

#### Resultados
| Partido | Partido     | Candidato      | Votos  | %     |
| ------- | ----------- | -------------- | ------ | ----- |
|         | Republicano | Roy M. Goodman | 44.667 | 56,22 |
|         | Republicano | Barry Farber   | 34.782 | 43,78 |
| Mayoría | Mayoría     | Mayoría        | 9.885  | 12,44 |

Fuente: OurCampaigns.com

### Partido Demócrata
La primaria del Partido Demócrata se realizó el 8 de septiembre de 1977.
Koch se presentó como un candidato más derechista, usando como base el concepto ley y orden. De acuerdo al historiador Jonathan Mahler, el apagón que ocurrió en julio de ese año, y los posteriores saqueos y disturbios, ayudaron a catapultar a Koch y su mensaje de restauración de la seguridad pública al primer lugar en las preferencias.

#### Dificultades financieras
En 1975, con la ciudad al borde de la quiebra, el alcalde Beame pidió al gobierno federal un plan de rescate financiero. El presidente Gerald Ford se negó, lo que quedó registrado en una memorable portada del periódico New York Daily News que decía: «Ford to City: Drop Dead» (Ford a la Ciudad: Cáiganse muertos). Como resultado, el alcalde Beame despidió a varios oficiales de policía y otros empleados municipales, lo que produjo un aumento en la criminalidad.

#### Apagón
El gran apagón afectó a Nueva York desde el 13 al 14 de julio de 1977. El apagón estuvo localizado en la ciudad de Nueva York y sus inmediaciones, y produjo saqueos en toda la ciudad.
El alcalde Beame culpó a Consolidated Edison, el proveedor de energía para Nueva York, de «grave negligencia». Koch criticó a Beame por perder el control de las calles y fallar en pedir al gobernador Carey un llamado a la Guardia Nacional.

#### Apoyos
- Abzug: 1199SEIU (sindicato local de empleados de servicios de salud), 10.000 trabajadores de hospitales; Marine Engineers' Beneficial Association, Shirley MacLaine, Marlo Thomas.
- Badillo: WCBS Radio, Demócratas Independientes de West Brooklyn, varias organizaciones laborales hispanas, Chita Rivera, Raúl Juliá.
- Beame: AFL-CIO, ILGWU, UFT, TWU, John DeLury, Bert Powers, Stanley Steingut, Donald Manes.
- Cuomo: Gobernador Hugh Carey, Mario Biaggi, The New York Times, Partido Liberal de Nueva York, The Village Voice, exalcalde Robert F. Wagner Jr., 26 organizaciones laborales.
- Harnett: Don Pippin de «A Chorus Line», Phil Newman.
- Koch: Stephen Solarz, New York Post, New York Daily News, Bess Myerson, Unión de Ciudadanos.
- Sutton: Representante Charles B. Rangel, New York Amsterdam News, New York Voice, Ellen Sulzberger Straus, Nicholas Katzenbach, Unión Aliada de Servicios de Salud, Alianza Ministerial de Nueva York, Conferencia de Ministros Bautistas del Gran Nueva York y Vecindades.

#### Encuestas
| Encuesta                | Fecha       | Beame | Abzug | Cuomo | Koch | Sutton | Badillo |
| ----------------------- | ----------- | ----- | ----- | ----- | ---- | ------ | ------- |
| New York Times/CBS News | 23-ago-1977 | 17%   | 17%   | 14%   | 12%  | 9%     | 7%      |

#### Resultados
| Partido | Partido   | Candidato        | Votos   | %     |
| ------- | --------- | ---------------- | ------- | ----- |
|         | Demócrata | Ed Koch          | 180.248 | 19,81 |
|         | Demócrata | Mario Cuomo      | 170.488 | 18,74 |
|         | Demócrata | Abraham D. Beame | 163.610 | 17,98 |
|         | Demócrata | Bella Abzug      | 150.719 | 16,56 |
|         | Demócrata | Percy Sutton     | 131.197 | 14,42 |
|         | Demócrata | Herman Badillo   | 99.808  | 10,97 |
|         | Demócrata | Joel Harnett     | 13.927  | 1,53  |
| Mayoría | Mayoría   | Mayoría          | 9.760   | 1,07  |

Fuente: OurCampaigns.com

### Segunda vuelta demócrata
Dado que ningún candidato obtuvo el 50% necesario, se organizó una segunda vuelta. Esta se realizó el 19 de septiembre de 1977 entre los dos candidatos más votados, Koch y Cuomo.

#### Resultados
| Partido | Partido   | Candidato   | Votos   | %     |
| ------- | --------- | ----------- | ------- | ----- |
|         | Demócrata | Ed Koch     | 431.849 | 54,94 |
|         | Demócrata | Mario Cuomo | 354.222 | 45,06 |
| Mayoría | Mayoría   | Mayoría     | 77.627  | 9,88  |

Fuente: OurCampaigns.com

## Elección general
Aunque Koch ganó contundentemente la segunda vuelta, Cuomo se mantuvo en carrera como el nominado del Partido Liberal.
Aunque el gobernador Carey había inicialmente apoyado a Cuomo para que se presentara como candidato, entregó su apoyo a Koch y persuadió a Cuomo para que declinara su candidatura con tal de mantener la unidad del partido, situación a la cual Cuomo se negó.
Mientras que Koch tenía una reputación como reformador, ese verano discretamente prometió trabajos municipales a los agentes políticos de los condados de la ciudad a cambio de su apoyo. Cuomo estaba a favor de suprimir la pena de muerte, opinión que los neoyorquinos no compartían, ya que estaban cansados de los altos índices de criminalidad. Cuomo entonces comenzó a atacar a Koch, comparándolo con el impopular exalcalde John Lindsay. Sus adherentes usaron el eslogan «Vote por Cuomo, Not the Homo» (Vote por Cuomo, No el Homosexual). Mientras tanto, los adherentes de Koch acusaron a Cuomo de antisemitismo y atacaron los vehículos de la campaña de Cuomo con huevos.

### Encuestas
| Encuesta      | Fecha          | Koch Demócrata | Cuomo Liberal | Farber Conservador | Goodman Republicano |
| ------------- | -------------- | -------------- | ------------- | ------------------ | ------------------- |
| New York Post | 1 a 3-nov-1977 | 49,5%          | 35,4%         | 3,6%               | 3,4%                |

### Resultados
| Partido       | Partido                        | Candidato           | Votos     | %     |
| ------------- | ------------------------------ | ------------------- | --------- | ----- |
|               | Demócrata                      | Ed Koch             | 717.376   | 49,99 |
|               | Liberal                        | Mario Cuomo         | 587.913   | 40,97 |
|               | Republicano                    | Roy M. Goodman      | 58.606    | 4,08  |
|               | Conservador                    | Barry Farber        | 57.437    | 4,00  |
|               | Comunista                      | Kenneth F. Newcombe | 5.300     | 0,37  |
|               | Socialista de los Trabajadores | Catarino Garza      | 3.294     | 0,23  |
|               | Contribuyentes Unidos          | Vito P. Battista    | 2.119     | 0,15  |
|               | Independencia                  | Louis P. Wein       | 1.127     | 0,08  |
|               | Libertario                     | William Lawry       | 1.068     | 0,07  |
|               | Trabajo                        | Elijah C. Boyd      | 873       | 0,06  |
| Mayoría       | Mayoría                        | Mayoría             | 129.463   | 9,02  |
| Votos válidos | Votos válidos                  | Votos válidos       | 1.435.053 |       |

Fuente: OurCampaigns.com